# Лэнг, Лоррейн
Лорре́йн Лэнг (англ. Lorraine Lang; урождённая Лорре́йн Э́двардс, англ. Lorraine Edwards; 8 октября 1956, Port Arthur, Онтарио, Канада) — канадская кёрлингистка и тренер по кёрлингу.
Играла на позиции первого. Закончила карьеру кёрлингистки в 2009, перейдя на тренерскую работу.
Введена в Зал славы канадского кёрлинга (в 1993 как кёрлингист, в 1994 в составе команды скипа Хизер Хьюстон).

## Достижения
- Чемпионат мира по кёрлингу среди женщин: золото (1989), серебро (1988).
- Чемпионат Канады по кёрлингу среди женщин: золото (1988, 1989), бронза (1990, 1991).
- Канадский олимпийский отбор по кёрлингу: бронза (2009).
- Чемпионат Канады по кёрлингу среди смешанных команд: золото (1981).

## Команды
| Сезон                                        | Четвёртый         | Третий       | Второй             | Первый          | Запасной                                | Турниры            |
| -------------------------------------------- | ----------------- | ------------ | ------------------ | --------------- | --------------------------------------- | ------------------ |
| 1982—83                                      | Anne Provo        | Лоррейн Лэнг | Marlene Delorenzi  | Valerie Adams   |                                         | ЧК 1983 (6 место)  |
| 1987—88                                      | Хизер Хьюстон     | Лоррейн Лэнг | Диана Адамс        | Трейси Кеннеди  | Глория Тейлор (ЧК)                      | ЧК 1988 · ЧМ 1988  |
| 1988—89                                      | Хизер Хьюстон     | Лоррейн Лэнг | Диана Адамс        | Трейси Кеннеди  | Глория Тейлор                           | ЧК 1989 · ЧМ 1989  |
| 1989—90                                      | Хизер Хьюстон     | Лоррейн Лэнг | Диана Адамс        | Трейси Кеннеди  | Глория Тейлор                           | ЧК 1990            |
| 1990—91                                      | Хизер Хьюстон     | Лоррейн Лэнг | Диана Адамс        | Diane Pushkar   | Mary Susan Bell                         | ЧК 1991            |
| 2004—05                                      | Tara George       | Liz Kingston | Tiffany Stubbings  | Лоррейн Лэнг    |                                         |                    |
| 2005—06                                      | Криста Шарф       | Tara George  | Tiffany Stubbings  | Лоррейн Лэнг    | Michelle Boland тренер: Bruce Melville  | ЧК 2006 (10 место) |
| 2006—07                                      | Криста Шарф       | Tara George  | Tiffany Stubbings  | Лоррейн Лэнг    | Хизер Хьюстон тренер: Том Коултерман    | ЧК 2007 (6 место)  |
| 2007—08                                      | Криста Маккарвилл | Tara George  | Kari MacLean       | Лоррейн Лэнг    |                                         |                    |
| 2008—09                                      | Криста Маккарвилл | Tara George  | Kari MacLean       | Лоррейн Лэнг    | Эшли Михария тренер: Рик Лэнг           | ЧК 2009 (6 место)  |
| 2009                                         | Криста Маккарвилл | Tara George  | Kari MacLean-Kraft | Лоррейн Лэнг    |                                         | КООК 2009          |
| 2015—16                                      | Криста Маккарвилл | Кендра Лилли | Эшли Сиппала       | Сара Поттс      | Oye-Sem Won Briand тренер: Лоррейн Лэнг | ЧК 2016            |
| 2016—17                                      | Криста Маккарвилл | Кендра Лилли | Эшли Сиппала       | Сара Поттс      | Oye-Sem Won Briand тренер: Лоррейн Лэнг | ЧК 2017 (4 место)  |
| 2018—19                                      | Криста Маккарвилл | Кендра Лилли | Jen Gates          | Сара Поттс      | Лоррейн Лэнг тренер: Рик Лэнг           | ЧК 2019 (4 место)  |
| Кёрлинг для смешанных команд (mixed curling) |                   |              |                    |                 |                                         |                    |
| 1981                                         | Рик Лэнг          | Anne Provo   | Bert Provo         | Лоррейн Эдвардс |                                         | ЧКСК 1981          |

(скипы выделены полужирным шрифтом)

## Частная жизнь
Замужем. Муж — известный канадский кёрлингист и тренер по кёрлингу Рик Лэнг, он некоторое время был тренером команды Кристы Маккарвилл, где играла Лоррейн; также Рик вместе с Лоррейн играли в смешанной кёрлинг-команде (англ. mixed curling), выиграв в 1981 чемпионат Канады. Их дочь Сара (в замужестве Поттс) — тоже кёрлингистка, с 2010 играет в команде Кристы Маккарвилл на первой позиции, где раньше играла её мать Лоррейн.